# Apristurus kampae
Apristurus kampae är en hajart som beskrevs av Taylor 1972. Apristurus kampae ingår i släktet Apristurus och familjen rödhajar. IUCN kategoriserar arten globalt som otillräckligt studerad. Inga underarter finns listade i Catalogue of Life.

## Bildgalleri

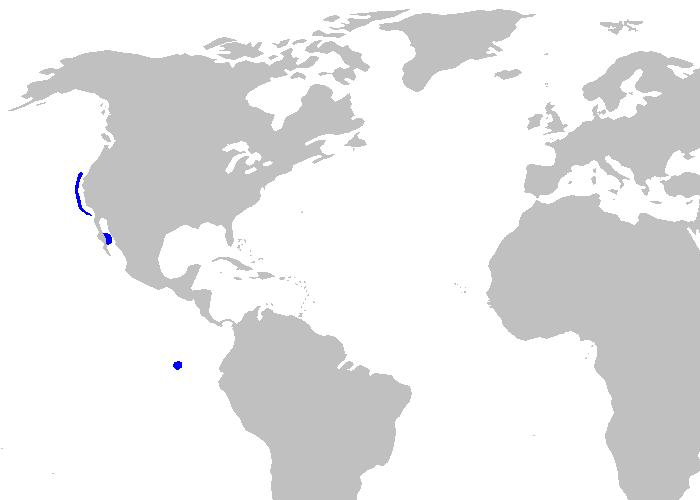